# Jacek Falkowski
Jacek Falkowski (ur. 10 października 1984 w Białymstoku) – polski piłkarz grający na pozycji pomocnika. W ekstraklasie zadebiutował jako zawodnik Jagiellonii 6 października 2007 roku, w spotkaniu rozegranym przeciwko Wiśle Kraków.

## Sukcesy

### Jagiellonia Białystok
- Puchar Polski (1) : 2009/10

## Statystyki
| Sezon         | Klub                  | Mecze | Gole |
| ------------- | --------------------- | ----- | ---- |
| 2006-2007     | Jagiellonia Białystok | 1     | 0    |
| 2007-2008     | Jagiellonia Białystok | 17    | 0    |
| 2008-2009     | Jagiellonia Białystok | 3     | 0    |
| 2009-2010 (j) | Jagiellonia Białystok | 2     | 0    |
| 2009-2010 (w) | Znicz Pruszków        | 11    | 1    |